# گینه ایر سرویس
گینه ایر سرویس (به انگلیسی: Guinee Air Service) یک شرکت هواپیمایی است. دفتر مرکزی گینه ایر سرویس در کوناکری، گینه واقع شده‌است.